# Uchtepa
Uchtepa (Em russo Учтепа) é um dos 11 distritos (tuman) de Tasquente, a capital do Uzbequistão. 

## Características
Localiza-se na parte oeste da cidade, limita-se com os distritos de Shayhontoxur e Chilonzor.